# 阿含·桐山杯中日冠军对抗赛
阿含桐山杯中日冠军对抗赛，由中国阿含桐山杯冠军与日本阿含桐山杯冠军之间进行的一局对抗赛。胜者奖金500万日元，负者200万日元。

## 历届比赛
| 届         | 日期           | 胜方     | 敗方     | 地点   |
| ---------- | -------------- | -------- | -------- | ------ |
| 第一届     | 2000年1月12日  | 小林光一 | 马晓春   | 北京   |
| 第二届     | 2000年12月7日  | 赵善津   | 周鹤洋   | 东京   |
| 第三届     | 2002年1月11日  | 赵善津   | 刘菁     | 北京   |
| 第四届     | 2002年12月5日  | 赵治勋   | 俞斌     | 东京   |
| 第五届     | 2004年5月8日   | 古力     | 加藤正夫 | 北京   |
| 第六届     | 2004年12月13日 | 周鹤洋   | 羽根直树 | 东京   |
| 第七届     | 2006年1月10日  | 古力     | 井山裕太 | 海口   |
| 第八届     | 2006年12月12日 | 刘星     | 张栩     | 东京   |
| 第九届     | 2007年12月26日 | 刘星     | 张栩     | 厦门   |
| 第十届     | 2009年1月17日  | 古力     | 张栩     | 京都   |
| 第十一届   | 2009年12月9日  | 孙腾宇   | 羽根直树 | 乌镇   |
| 第十二届   | 2010年12月23日 | 邱峻     | 山下敬吾 | 京都   |
| 第十三届   | 2011年11月24日 | 朴文垚   | 井山裕太 | 广州   |
| 第十四届   | 2013年3月30日  | 古力     | 张栩     | 京都   |
| 第十五届   | 2013年12月3日  | 连笑     | 村川大介 | 灵隐寺 |
| 第十六届   | 2015年3月14日  | 柯洁     | 井山裕太 | 京都   |
| 第十七届   | 2015年12月25日 | 井山裕太 | 黄雲嵩   | 成都   |
| 第十八届   | 2016年12月11日 | 柯洁     | 河野临   | 京都   |
| 第十九届   | 2017年12月6日  | 柁嘉熹   | 六浦雄太 | 北京   |
| 第二十届   | 2018年12月8日  | 辜梓豪   | 一力辽   | 京都   |
| 第二十一届 | 2019年12月3日  | 張栩     | 范廷鈺   | 廣州   |
| 第二十二届 | 2021年12月8日  | 辜梓豪   | 许家元   | 线上   |
| 第二十三届 | 2022年12月17日 | 李钦诚   | 平田智也 | 线上   |
| 第二十四届 | 2024年3月27日  | 杨鼎新   | 一力辽   | 京都   |
| 第二十五届 | 2024年12月25日 | 陈梓健   | 一力辽   | 西安   |